# Стеффен Петерс
Стеффен Петерс  (англ. Steffen Peters, 18 вересня 1964) — американський вершник, олімпійський медаліст.

## Виступи на Олімпіадах
| Олімпіада    | Дисципліна        | Місце                   |
| ------------ | ----------------- | ----------------------- |
| Атланта 1996 | виїздка, особисті | 15                      |
| Атланта 1996 | виїздка, командні | 3                       |
| Пекін 2008   | виїздка, особисті | 4                       |
| Пекін 2008   | виїздка, командні | участь, дискваліфікація |
| Лондон 2012  | виїздка, особисті | 17                      |
| Лондон 2012  | виїздка, командні | 6                       |
| Ріо 2016     | виїздка, командні | 3                       |

## Зовнішні посилання
- Досьє на sport.references.com